# 常兆华
常兆华（1963年—），汉族，中华人民共和国政治人物。

## 生平
加入中国农工民主党，担任微创医疗器械（上海）有限公司董事长。2008年，当选第十一届全国政协委员，代表科学技术界，分入第三十组。2018年1月，当选第十三届全国政协委员。